# Бъбълецки пролом
Бъбълецкият пролом (на гръцки: Φαράγγι Πύργων) е красив пролом в Егейска Македония, Северна Гърция.

## Описание
Проломът е гориста и мрачна клисура, разположена на река Сушица, или Наковица, в планината Боздаг (Фалакро). Проломът свършва на 3,2 km северно от село Бъбълец (Пирги), където се срещат две дерета – идващата от север Дебелина и от изток Сушица (Наковица). Стените му се издигат рязко и проходът на реката долу е 5 m. В началото на пролома може да се изкачи хребетът Карталка.